# Phare d'Aiguillon
Pour les articles homonymes, voir Aiguillon.
Le phare d'Aiguillon est un phare à terre, construit sur la pointe de l'Eve, sur la côte nord de l'estuaire de la Loire, en avant de Saint-Nazaire (Loire-Atlantique). 
Avec le phare du Grand-Charpentier et les deux feux de Porcé, il jalonne la passe des Charpentiers menant au port autonome de Nantes-Saint-Nazaire.
Narcisse Pelletier, marin naufragé ayant vécu dix-sept années parmi un clan aborigène, fut maître du phare d'Aiguillon, d'août 1876 au printemps 1878.

## Histoire
En 1756, une  tour est construite par l'ingénieur de la marine Mangin, sur ordre du Duc d'Aiguillon, gouverneur de Bretagne, pour former l'alignement avec la tour du Commerce (ancien phare de Saint-Nazaire) afin de permettre aux navires entrant en Loire d'éviter le banc des Charpentiers. En 1830, un appareil lenticulaire de Fresnel a équipé le phare : feu blanc fixe.
En 1857, la tour est rehaussée et un logement de gardiennage est construit aux abords. En 1935, elle est électrifiée et équipée d'un feu à 4 occultations toutes les 10 secondes. En 1945, le feu est rallumé après la Seconde Guerre mondiale : 4 occultations toutes les 12 secondes, secteurs blancs et rouge.

## Phare actuel
Le phare actuel est une tour cylindrique peinte en blanc (servant d'amer), surmontée d'un voyant de visibilité pyramidal carré supportant une plate-forme métallique circulaire.
Il est automatisé depuis 1976 et télé-contrôlé. 
Il n'est pas gardienné et ne se visite pas.